# Брудзево (Любуське воєводство)
Брудзево (пол. Brudzewo, нім. Brausendorf) — село в Польщі, у гміні Щанець Свебодзінського повіту Любуського воєводства.
Населення — 98 осіб (2011).
У 1975-1998 роках село належало до Зеленогурського воєводства.

## Демографія
Демографічна структура станом на 31 березня 2011 року:
|          | Загалом | Допрацездатний вік | Працездатний вік | Постпрацездатний вік |
| -------- | ------- | ------------------ | ---------------- | -------------------- |
| Чоловіки | 40      | 7                  | 23               | 10                   |
| Жінки    | 58      | 16                 | 26               | 16                   |
| Разом    | 98      | 23                 | 49               | 26                   |